# 解放水库 (定远)
解放水库是中国安徽省滁州市定远县境内的一座水库，位于淮河支流池河上，建于1964年。水库正常库容为550万立方米，集雨面积为78平方千米，海拔为67.5米。